# Franz Fridolin Weber
Franz Fridolin Weber, dit aussi Fridolin Weber II, né en 1733 à Zell im Wiesental et mort le 23 octobre 1779 à  Vienne, est le beau-père de Wolfgang Amadeus Mozart. Fonctionnaire, il a d'abord été administrateur forestier à Zell et a ensuite travaillé comme musicien, souffleur et copiste de musique. Il était le frère aîné de Franz Anton von Weber (1734-1812), père du compositeur Carl Maria von Weber (1786-1826), dont il était l'oncle.

## Biographie
Il est le fils de Fridolin Weber Ier (né le 22 juin 1691 à Stetten et mort le 25 février 1754 à Fribourg). Le père commence ses études à Fribourg en 1706, offre ses services à la famille von Schönau, et devient le tuteur du fils de Franz Ignaz Anton Josef von Schönau, Franz Ignaz Ludwig. L'enfant, qui n'a que neuf ans, perd son père en 1712 et Fridolin Weber Ier, sans employeur, s'inquiète de son avenir professionnel et du sort de sa famille. Mais en récompense des services rendus aux von Schönau, il obtient un emploi d'administrateur des forêts à Zell en 1721.
L'influence toujours croissante de Weber Ier irrite par la suite son ancien élève Franz Ignaz Ludwig jusqu'à ce que le différend entre eux s'aggrave en 1738. Franz Ignaz Ludwig contraint Weber à démissionner, celui-ci intente alors une action en justice pour sa réintégration ; s'ensuit une négociation d'un an qui se conclut par un règlement selon lequel Weber est censé recevoir une compensation.
Franz Fridolin Weber est né en 1733, et portant le même prénom que son père, il est désigné sous le nom de Fridolin Weber II. Le baron Franz Ignaz Ludwig doit à son père environ 4 700 florins, mais qu'il ne peut pas payer. Afin de satisfaire ses créanciers, il nomme Franz Fridolin Weber II administrateur à Zell en 1754. Le 14 septembre 1756, celui-ci épouse dans l'église Saint-Hilaire d'Ebnet (aujourd'hui un quartier de Fribourg en Brisgau) Maria Cäcilia Cordula Stamm (née le 23 octobre 1727 à Mannheim et morte le 22 août 1793 à Vienne).
Le baron Franz Ignaz reste lourdement endetté, et doit emprunter beaucoup d'argent, notamment auprès de Fridolin Weber II. Afin de dissimuler les dettes, le baron le charge de maquiller la comptabilité. Weber ayant trafiqué les comptes, le baron en use pour le faire chanter et au fil du temps, extorque de plus en plus d'argent à Weber jusqu'à ce que celui-ci se retrouve lui-même dans le besoin. Le 30 juillet 1763, Weber est limogé, et porte plainte en justice. Mais les sommes qu'il a prêtées ne sont pas remboursées, et la famille connaît de graves difficultés financières. À cette époque naît Constanze Weber, la future épouse de Wolfgang Amadeus Mozart, la troisième de quatre filles.
En juin 1764, le conflit s'achève par un accord, le licenciement est annulé, mais Weber part avec sa famille pour Mannheim, d'où son épouse est originaire. L'attestation que Weber a reçue du baron et les contacts de son épouse à Mannheim lui permettent de trouver du travail comme joueur de basse, souffleur et copiste de musique. En 1778, il s'installe à Munich et un an plus tard à Vienne. Il y meurt d'un accident vasculaire cérébral le 23 octobre 1779. Il est enterré dans la crypte baptismale de la Michaelerkirche à Vienne.
Weber a eu quatre filles :
- Josepha (née vers 1758, morte le 29 décembre 1819), mariée à Hofer, se remarie avec Mayer. Mozart a écrit pour elle le rôle de la Reine de la Nuit dans La Flûte enchantée.
- Aloisia (née entre 1759 et 1761, morte le 8 juin 1839), épousa Lange, professeur de chant et, en tant que soprano, fut l'une des interprètes les plus importantes des œuvres de Mozart.
- Constanze (née le 5 janvier 1762 et morte 6 mars 1842), future épouse de Wolfgang Amadeus Mozart, s'est remariée avec Nissen.
- Sophie (née en octobre 1763 et morte le 26 octobre 1846), mariée à Haibel, devint également chanteuse.

## Liens
- Ressources relatives à la musique :   - Bayerisches Musiker-Lexikon Online
  - MGG Online
  - Répertoire international des sources musicales
- Notice dans un dictionnaire ou une encyclopédie généraliste :   - Deutsche Biographie
- Notices d'autorité :   - VIAF
  - GND